# Liste der Naturdenkmale in Eschelbronn
| Naturdenkmale | Anzahl |
| ------------- | ------ |
| FND           | 0      |
| END           | 2      |
| Gesamt        | 2      |

Die Liste der Naturdenkmale in Eschelbronn nennt die verordneten Naturdenkmale (ND) der im baden-württembergischen Rhein-Neckar-Kreis liegenden Gemeinde Eschelbronn.
In Eschelbronn gab es bis zur Fällung der Winterlinde am Friedhof im Jahr 2019 und der Fällung der Alten Linde im Jahr 2025 insgesamt drei als Naturdenkmal geschützte Objekte. Bei allen handelte es sich um Einzelgebilde-Naturdenkmale (END). Flächenhafte Naturdenkmale (FND) existieren keine. Seit Oktober 2019 existierten noch zwei Naturdenkmale, seit April 2025 noch eines.

## Einzelgebilde (END)
| Name                         | Bild | Kennung     | Einzelheiten                                                | Position | Fläche Hektar | Datum         |
| ---------------------------- | ---- | ----------- | ----------------------------------------------------------- | -------- | ------------- | ------------- |
| Winterlinde Bettweg          |      | 82260200001 | Prägung der Landschaft Landeskultur Im April 2025 gefällt   | ⊙        | 0,0           | 26. Feb. 2004 |
| Winterlinde am Friedhof      |      | 82260200002 | Prägung des Ortsbildes Landeskultur Im Oktober 2019 gefällt | ⊙        | 0,0           | 26. Feb. 2004 |
| Kastanienallee Bahnhofstraße |      | 82260200003 | Eigenart Kastanienallee Prägung der Landschaft              | ⊙        | 0,0           | 26. Feb. 2004 |
| Legende für Naturdenkmal     |      |             |                                                             |          |               |               |